# Isojärvi (sjö i Finland, Lappland)
Isojärvi är en sjö i Finland. Den ligger i kommunen Salla i landskapet Lappland, i den norra delen av landet, 700 km norr om huvudstaden Helsingfors. Isojärvi ligger 225,4 meter över havet. Arean är 4,71 kvadratkilometer och strandlinjen är 15,37 kilometer lång. Sjön  ingår i Kemi älvs huvudavrinningsområde.   Den ligger vid sjön Palojärvi. 
I Isojärvi finns bland andra öarna Petäjäsaari, Vasikkasaari och Ruususaari.